# Symplocos coriacea
Symplocos coriacea är en tvåhjärtbladig växtart som beskrevs av A. Dc. Symplocos coriacea ingår i släktet Symplocos och familjen Symplocaceae. Inga underarter finns listade i Catalogue of Life.